# Nicholas Chan
Nicholas Chan (* 6. März 1986 in Malaysia) ist ein malaysischer Schachspieler.

## Leben
Nicholas Chan studierte Medizin im indischen Manipal College in Manipal bei Udupi und ist Arzt. Vereinsschach spielt er in Malaysia für Kam Mah.

## Erfolge
Die malaysische Einzelmeisterschaft konnte er 2003 und 2004 in Kuala Lumpur gewinnen. Für die malaysische Nationalmannschaft spielte er bei der Schacholympiade 2002 in Bled sowie bei der asiatischen Mannschaftsmeisterschaft 2003 in Jodhpur, bei beiden am dritten Brett.
An der asiatischen Meisterschaft für Städte (Asian Cities Chess Championship) nahm er 2002 für Kuala Lumpur am vierten Brett und 2013 für Shah Alam am Spitzenbrett teil.
Seit Oktober 2018 trägt er den Titel Internationaler Meister (IM). Die Normen hierfür erzielte er bei den Südostasienspielen 2005 in Tagaytay City mit Übererfüllung, beim 14. IGB Dato Arthur Tan International Open im September 2017 in Kuala Lumpur und bei der 15. Auflage dieses Schachturniers im August 2018. Seine Elo-Zahl beträgt 2378 (Stand: Juli 2021). Er läge damit hinter Li Tan Yeoh auf dem zweiten Platz der malaysischen Elo-Rangliste, wird jedoch als inaktiv geführt, weil er seit dem 16. IGB Dato Arthur Tan International Open im August 2019 keine Elo-gewertete Partie mehr gespielt hat. Seine höchste Elo-Zahl war 2403 im Juli und September 2009.